# Kig
Kig (KDE Interactive Geometry) ist eine Dynamische-Geometrie-Software (DGS), die ein Teil des KDE-Projekts und damit ein Bestandteil vieler Linux-Distributionen ist.
Das Programm wurde ab 2002 von Dominique Devriese federführend entwickelt und 2006 in der Version 1.0 veröffentlicht. Ziel der Entwicklung war es, innerhalb des KDE-Projekts ein Programm zur Verfügung zu stellen, das die wesentlichen Funktionen der damaligen kommerziellen Programme Dr. Geo und Cabri Géomètre anbot.
Neben den geometrischen Standardobjekten und Operationen eines DGS verfügt Kig über Bézierkurven, spezielle geometrische Transformationen und erlaubt Skripting in Python.